# عثمان الخميس
عثمان بن محمَّد الخميس النَّاصِرِيُّ التميميُّ (ولد 1381 هـ / 1962 م) محدِّث وفقيه كويتي، وإمام وخطيب، وأستاذ في جامعة الكويت. له مشاركات في مشاريع علمية ودعوية كثيرة. ذاع صِيتُه بسبب مناظراته للشيعة على قناة المستقلة.

## سيرته
وُلد أبو محمد، عثمان بن محمد بن حَمَد بن عبد الله بن صالح بن محمد الخميس الناصري التميمي في الكويت، في 22 من ذي الحِجَّة 1381هـ الموافق 26 مايو (أيَّار) 1962م. وينتسب إلى النواصر من بني تميم، وهو من آل الخميس الذين باليرموك، ذرِّية محمد الخميس (المولود بالقصيم نحو سنة 1137هـ).
درس عثمان في جامعة الإمام محمد بن سعود الإسلامية بالرياض، حاصل على شهادة الماجستير في الحديث النبوي، برسالة عن الأحاديث الواردة في شأن السبطين (الحسن والحسين). وحاصل على شهادة الدكتوراة من جامعة الملك سعود بتقدير امتياز وكانت رسالته بعنوان «المراجعات دراسة نقدية حديثية». عمل إماما في مسجد الحميدة من عام 1993 إلى 2004م تقريبا، وقبل ذلك كان مؤذناً في المسجد ذاته من عام 1989 إلى 1993م.
برز عثمان الخميس مُناظِرًا من أهل السنة والجماعة للمذهب الشيعي حيث انتقد علماء الشيعة وناظرهم في كثير من معتقداتهم، وعُرِفَ من خلال كتبه وأبحاثه وردوده على الشيعة الإثنى عشرية أيضا، ظهر الخميس عبر العديد من البرامج الفضائية والحوارية التي تناقش وتبحث مسائل الاختلاف بين الفرق الإسلامية مثل قناة صفا التي كان أحد مؤسسيها ثم تركها لظروف خاصة عام 2009م.
اشتهر عثمان الخميس لدى عامة أهل السنة والجماعة في أواخر التسعينات عبر قناة المستقلة التي تبث من لندن والتي كانت تستضيف العديد من رجال الدين الشيعي للتنظير في تداعيات فتنة مقتل الخليفة عثمان بن عفان ومسائل ولاية علي بن أبي طالب وولاية المهدي المنتظر، وكان الخميس الممثل الدائم للجانب السني.
كان للخميس حضور قوي على ساحات المناظرات بين الشيعة الإثني عشرية والسنة في المحطات الفضائية، وهو أحد أقطاب المربع السني المنافح عن أهل السنة والجماعة، واعتقادهم في الفتنة التي أطلّت عقب مقتل الصحابي والخليفة الراشدي الثالث عثمان بن عفان.
تزوج في عام 1987م، ورزق بأربعة أولاد، هم فاطمة، ومحمد، وعبد الرحمن، وصالح.

## مشايخه
- الشيخ محمد بن صالح العثيمين
- الشيخ عبد العزيز بن باز
- الشيخ ناظم المسباح
- الشيخ أبو عمر إبراهيم اللاحم
- الشيخ أبو محمد ناصر حميد
- الشيخ محمد صالح الونيان
- الشيخ عبد الله الغنيمان
- الشيخ أبو إبراهيم علي اليحيى
- الشيخ أبو علي عبد الله الجعيثن
- الشيخ أبو محمد صالح الميان
- الشيخ أبو عبد الله علي الجمعة
- الشيخ حمود العقلا
- الشيخ محمد المرشد[11]

## أعماله العلمية والدعوية
- موجه أول في إدارة الدراسات الإسلامية بوزارة الأوقاف والشؤون الإسلامية حاليا
- مؤذن في مسجد الحميدة من سنة (1988 إلى 1992مـ)
- إمام مسجد الحميدة في منطقة مشرف من سنة (1992م) إلى سنة (2004م)
- رئيس مجلس إدارة جمعية إنسان الخيرية حاليا
- رئيس مجلس إدارة قناة صفا سابقا
- مشرف عام على مشروع العلامة محمد بن صالح العثيمين العلمي بالكويت
- عضو في عدد من اللجان العلمية والإدارية في وزارة الأوقاف بالكويت
- محاضر في كلية الشريعة والدراسات الإسلامية بجامعة الكويت
- إقامة العديد من الدروس والدورات العلمية والمشاركة في المؤتمرات والندوات العلمية داخل وخارج الكويت
- إعداد وتقديم العديد من البرامج واللقاءات التلفزيونية[12]

## دروسه العلمية

### العقيدة
- شرح كتاب التوحيد للشيخ محمد بن عبد الوهاب
- شرح نواقض الإسلام للشيخ محمد بن عبد الوهاب
- شرح العقيدة الواسطية لابن تيمية
- شرح كشف الشبهات للشيخ محمد بن عبد الوهاب
- شرح لمعة الاعتقاد لابن قدامة المقدسي
- شرح سلم الوصول إلى مباحث علم الأصول لحافظ الحَكَمي
- شرح الدروس المهمة لعامة الأمة للشيخ عبد العزيز بن باز
- شرح منهج الحق منظومة في العقيدة والأخلاق للسعدي
- شرح قواعد في التوحيد
- شرح القواعد النافعة في الأسماء والصفات
- شرح أصول السنة
- شرح اعتقاد أهل السنة والجماعة
- شرح الأصول الثلاثة للشيخ محمد بن عبد الوهاب
- شرح القواعد الأربع للشيخ محمد بن عبد الوهاب
- شرح المختصر في العقيدة
- التعليق على رسائل العقيدة

### الفقه وأصوله
- شرح دليل الطالب لنيل المطالب لمرعي الكرمي
- شرح زاد المُسْتَقْنِع للحَجَّاوي
- شرح الروض المُرْبِع للبُهُوتِي
- شرح الورقات في أصول الفقه لإمام الحرمين الجويني
- شرح عمدة الفقه لابن قدامة المقدسي
- شرح منهج السالكين للسعدي
- شرح فقه الصلاة
- شرح فقه الصيام
- شرح صفة الصلاة
- شرح صفة الوضوء
- شرح الحج

### الحديث النبوي
- شرح صحيح البخاري
- شرح سنن الترمذي
- شرح نخبة الفِكَر لابن حجر
- شرح المحرر في الحديث لابن عبد الهادي
- شرح الأربعون النووية للنووي
- شرح تيسير مصطلح الحديث لمحمود الطحان
- شرح كتاب الفتن من صحيح الإمام مسلم

### التفسير وعلومه
- تفسير أغلب سور القرآن الكريم

### السيرة النبوية
- النبي محمد: نسبه ومولده (مقاطع على اليوتيوب)
- حياة النبي قبل البعثة
- بعثة النبي
- الهجرة إلى الحبشة
- رحلة الإسراء والمعراج
- الدعوة في المدينة
- شرح غزوة بدر الكبرى
- شرح غزوة أُحُد
- شرح غزوة الخندق
- شرح غزوة بني المصطلق
- شرح حادثة الإفك
- شرح عمرة الحديبية
- شرح قصة هرقل مع أبي سفيان
- شرح غزوة خيبر
- شرح غزوة ذات الرقاع
- شرح غزوة مؤتة
- شرح فتح مكة
- شرح غزوة حنين
- شرح غزوة تبوك
- عام الوفود
- حجة الوداع
- شرح شمائل وصفات النبي محمد

### اللغة العربية والآداب
- شرح الآجرومية لابن آجروم
- شرح خلاصة تعظيم العلم للشيخ صالح العصيمي
- شرح تائية الإلبيري لأبي إسحاق الإلبيري
- شرح منظومة الآداب الصغرى لابن عبد القوي
- شرح المنظومة الميمية في الوصايا والآداب العلمية لحافظ الحَكَمي

### قصص الأنبياء
من آدم إلى عيسى عليهم السلام
- قصة آدم عليه السلام
- قصة نوح عليه السلام
- قصة هود عليه السلام
- قصة صالح عليه السلام
- قصة إبراهيم عليه السلام
- قصة إسماعيل عليه السلام
- قصة إسحاق عليه السلام
- قصة يوسف عليه السلام
- قصة لوط عليه السلام
- قصة شعيب عليه السلام
- قصة أيوب عليه السلام
- قصة يونس عليه السلام
- قصة موسى عليه السلام
- قصة داوود عليه السلام
- قصة سليمان عليه السلام
- قصة زكريا عليه السلام
- قصة يحيى عليه السلام
- قصة عيسى عليه السلام

### سيرة الصحابة والتابعين
- الصحابة وآل البيت وحقوقهم
- شرح سيرة أبو بكر الصديق
- شرح سيرة عمر بن الخطاب
- شرح سيرة عثمان بن عفان
- شرح سيرة علي بن أبي طالب
- شرح سيرة أم المؤمنين عائشة بنت أبي بكر
- شرح سيرة الحسن والحسين
- شرح سيرة فاطمة الزهراء
- شرح سيرة الإمام جعفر الصادق
- شرح سيرة زين العابدين علي بن الحسن
- شرح سيرة أمهات المؤمنين
- شرح سيرة عمر بن عبد العزيز

### سيرة العلماء
- شرح سيرة الإمام البخاري
- شرح سيرة الإمام مسلم
- شرح سيرة الإمام أبو داوود
- شرح سيرة الإمام الترمذي
- شرح سيرة الإمام النَّسَائي
- شرح سيرة الإمام ابن ماجه
- شرح سيرة الإمام مالك
- شرح سيرة الإمام أحمد بن حنبل

### فِرَق ومذاهب ومناظرات
- مناظرة مع محمد التيجاني
- مناظرة مع محمد الموسوي
- مناظرات المستقلة
- الصوفية: أقسامها وطرقها
- الرد على عدنان إبراهيم

### برنامج مفاتح الطلب
- السنة الأولى عام 2022م، شرح 17 كتاب
- السنة الثانية عام 2023م، شرح 11 كتاب
- السنة الثالثة عام 2024م، شرح 10 كتب
- السنة الرابعة عام 2025م، شرح 10 كتب

## مؤلفاته
- «الأحاديث الواردة في شأن السبطين»، رسالة ماجستير
- كتاب: «المراجعات دراسة نقدية حديثية»، رسالة دكتوراه[13]
- حقبة من التاريخ
- كنوز السيرة
- القواعد النافعة في أسماء الله وصفاته
- فبهداهم اقتده (قراءة تأصيلية في سير وقصص الأنبياء عليهم السلام)[14]
- نيل الإرب من جامع العلوم والحكم لابن رجب: اختصار وانتقاء: عثمان الخميس، بالمشاركة
- كشف الجاني محمد التيجاني، هذا الكتاب رد على كتاب ثم اهتديت لمحمد السماوي التيجاني
- من هو المهدي المنتظر
- سياحة في كتاب الكافي
- كتاب الكافي - عرض ونقد
- شبهات وردود
- متى يشرق نورك أيها المنتظر؟
- كتاب: من القلب إلى القلب
- كتاب كنوز السيرة
- الدعاء أحكام وآداب[15]
- أحكام الطهارة والصلاة
- منهج الحق في العقيدة والأخلاق
- حديث عائشة وقصة فدك
- صفة حج النبي صلى الله عليه وسلم (شرح حديث جابر بن عبد الله رضي الله عنهما)
- ليس لكاذب رأي (مطوية استشهاد الحسين)
- الفروقات المفحمة بين الزواج الصحيح والمتعة المحرمة (مطوية)
- حواريات (تحت الطبع)
- معاوية بن أبي سفيان: خال المؤمنين وصهر سيد المرسلين (تحت الطبع)[16]

## الملاحظات
1. ↑  يتكون هذا المربع السني من عثمان الخميس وعدنان العرعور وعبد الرحمن الدمشقية وعبد الرحيم البلوشي (الملقب بأبي المنتصر البلوشي)

## وصلات خارجية
- موقع الشيخ عثمان الخميس